# José de Azeredo Perdigão
José Henrique de Azeredo Perdigão GCTE • GCC • GCSE • GCIH • GCM (Casa do Miradouro, freguesia Ocidental da Sé, Viseu, 19 de Setembro de 1896 — Campo Grande, Lisboa, 10 de Setembro de 1993) foi um advogado português, 1.º presidente da Fundação Calouste Gulbenkian.

## Biografia
José Henrique de Azeredo Perdigão nasceu a 19 de setembro de 1896 na Casa do Miradouro, freguesia Ocidental da Sé, em Viseu. Era filho de José Cardoso Perdigão, de uma família de proprietários agrícolas e comerciantes, e Raquel de Azeredo (Viseu, 6 de fevereiro de 1872 — São Mamede, Lisboa, 17 de maio de 1962), de uma família de militares, cujo avô, Roque Rangel de Azeredo, havia estado envolvido nas Guerras Liberais, como partidário de D. Pedro IV.
Depois da instrução primária em Viseu, Azeredo Perdigão estabeleceu-se em Lisboa. Aos 24 anos licenciou-se em Direito, pela Faculdade de Direito da Universidade de Lisboa, e aos 26 pós-graduou-se em Ciências Jurídicas, pela Faculdade de Direito da Universidade de Coimbra.
No ano de 1919 estabeleceu-se como advogado em Lisboa, tornando-se um dos advogados mais solicitados do seu tempo em Portugal. Ao longo das décadas em que advogou participou em alguns dos maiores processos judiciais (civis, criminais e comerciais), ganhando fama de implacável, e era pago a peso de ouro.
Democrata republicano, Azeredo Perdigão participou na fundação, com Raul Proença, Jaime Cortesão, Aquilino Ribeiro, Raul Brandão, Faria de Vasconcelos e outros, a revista Seara Nova, onde publicou diversos estudos e comentários sobre economia. Além de exercer a advocacia, deu aulas e regeu cadeiras em várias universidades, publicou numerosos trabalhos. Igualmente colaborou como conferencista na Universidade Popular Portuguesa na especialidade de «Economia social».
Exerceu funções públicas como conservador do Registo Predial, fez parte do Conselho Superior Judiciário, pertenceu ao Conselho de Administração do Banco Nacional Ultramarino e de outras empresas, foi presidente da Assembleia-Geral do Banco Fonsecas, Santos & Viana e da Sacor, e presidente da Assembleia-Geral e do Conselho de Auditoria do Banco de Portugal. Foi ainda sócio-gerente da Fábrica de Cortiça Mundet & Cia. Lda. no Seixal, após a saída de alguns elementos da gerência inicial da corticeira.
Em 1942 conheceu o milionário e filantropo Calouste Gulbenkian (que escolheu Portugal como refúgio durante a Segunda Guerra Mundial), que impressionou, sendo contratado como seu assessor jurídico. 
Em 1948 Gulbenkian decidiu fazer o seu testamento, para dar destino à sua fabulosa colecção de arte, e a sua confiança em Azeredo Perdigão foi decisiva para a criação da futura fundação em Portugal, que negociou as condições mais favoráveis com o governo português. 
Calouste Gulbenkian morreu em 1955 e, após uma batalha jurídica com Cyril Radcliffe, o advogado inglês do milionário, Azeredo Perdigão venceu e foram aprovados os estatutos da Fundação Gulbenkian, a 18 de Julho de 1956, com sede em Portugal. 
Azeredo Perdigão não queria a interferência de Salazar na fundação e conseguiu essa independência, pois o Presidente do Conselho, que não gostava das suas opiniões políticas, também não duvidava do seu patriotismo e acreditava que ele defendia os interesses nacionais.
Azeredo Perdigão foi nomeado presidente vitalício da Fundação Calouste Gulbenkian e, desde então, abandonou a sua actividade de advogado para se dedicar inteiramente à fundação, sendo nessa ocasião homenageado pela Ordem dos Advogados Portugueses.
Sob a sua direcção, a fundação teve um papel determinante no desenvolvimento da cultura em Portugal, com a criação de bibliotecas itinerantes que levaram cultura aos mais remotos pontos do país, festivais de música, a criação da Orquestra Gulbenkian, exposições de arte, a construção do primeiro centro de arte moderna de Portugal, a criação de um serviço de cinema, a atribuição de bolsas de estudo e de subsídios à criação artística, realização de conferências e debates, etc.
A 4 de Agosto de 1959 foi agraciado com a Grã-Cruz da Ordem Militar de Sant'Iago da Espada.
A 13 de Janeiro de 1970 foi agraciado com a Grã-Cruz da Ordem do Infante D. Henrique.
Entre 1974 e 1975 foi membro do Conselho de Estado.
A 7 de Agosto de 1981 foi agraciado com a Grã-Cruz da Ordem Militar de Cristo, a qual lhe fora entregue a 21 de Julho desse ano na cerimónia comemorativa do 25.º Aniversário da Fundação Calouste Gulbenkian, enquanto a sua mulher Maria Madalena Bagão da Silva Biscaia foi feita Comendadora da Ordem do Infante D. Henrique a 22 de Agosto de 1983.

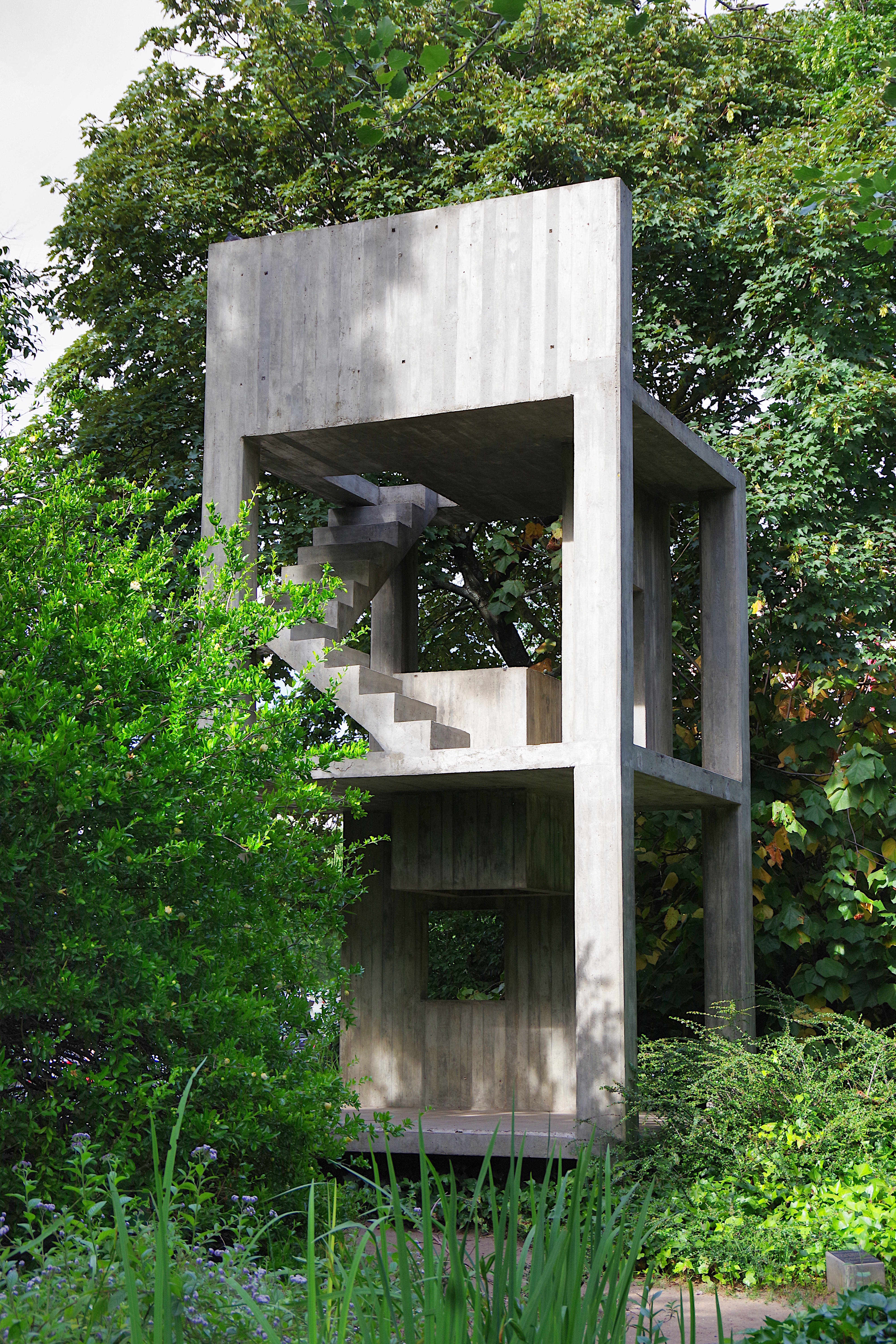
Pedro Cabrita Reis. Monumento a Azeredo Perdigão, Jardim da Fundação Calouste Gulbenkian

A 5 de Setembro de 1985 a sua mulher foi feita Grande-Oficial da Ordem Militar de Sant'Iago da Espada enquanto a 11 de Setembro de 1985 ele foi agraciado com a Grã-Cruz da Ordem Militar da Torre e Espada, do Valor, Lealdade e Mérito, a qual aceitou não por si mas em nome da Fundação, e, a 13 de Fevereiro de 1987, foi agraciado com a Grã-Cruz da Ordem do Mérito, no mesmo ano em que foi feito Chanceler das Ordens do Mérito Civil de Portugal, das quais aquela Ordem faz parte.
A 5 de Dezembro de 1989 em Lisboa falecia a sua segunda mulher, a qual, a 8 de Março de 1990, foi elevada a Grã-Cruz da Ordem Militar de Sant'Iago da Espada a título póstumo.
Morreu a 10 de setembro de 1993, aos 96 anos, na freguesia do Campo Grande, em Lisboa, depois de exercer durante cerca de 37 anos o cargo de presidente da Fundação Calouste Gulbenkian, que tornou uma referência mundial nas artes. Ao longo da sua vida recebeu o Doutoramento Honoris Causa por diversas universidades nacionais e estrangeiras — em Direito, pelas universidades de Coimbra, do Porto, Nova de Lisboa, do Estado da Bahia, do Estado do Rio de Janeiro e Estadual Paulista; em Artes pelo Royal College of Arts de Londres; em Ciências Humanas, pela Southeastern Oklahoma State University (Estados Unidos); em Humanidades, pela Universidade de Sophia (Japão); em Arquitectura, pela Universidade Técnica de Lisboa.
Em sua homenagem, há uma escola em Viseu chamada Escola Básica dos 2.º e 3.º Ciclos Dr. Azeredo Perdigão, e o Centro de Arte Moderna José de Azeredo Perdigão.

### Casamento e descendência
- A 26 de Julho de 1920 casou primeira vez civilmente, em Lisboa, com Alice Raquel Xavier Dantas da Silva, também advogada e sua colega de curso (Alcântara, Lisboa, 5 de setembro de 1890 — Lumiar, Lisboa, 8 de julho de 1949), filha de João Esteves da Silva, natural de Lisboa, e Bárbara de Almeida, natural de Fornos de Algodres.[5][6] Deste casamento nasceram um filho, José Pedro Dantas de Azeredo Perdigão (n. 1921), e uma filha, Maria Alice Dantas da Silva de Azeredo Perdigão (Paço de Arcos, Oeiras, 9 de junho de 1923 — Lisboa, 27 de fevereiro de 2009), casada com António Carlos de Oliveira Simões Pereira da Costa Guerra (Leiria, 2 de dezembro de 1921 — Lisboa, 12 de janeiro de 1991).[7][8]
- A 6 de Novembro de 1960, casou segunda vez, na Capela do Paço da Bemposta, freguesia da Pena, em Lisboa, com Maria Madalena Bagão da Silva Biscaia, a qual desempenhou, igualmente, um importante papel na Fundação Calouste Gulbenkian, pelo que foi distinguida como comendadora da Ordem Militar de Sant'Iago da Espada, em 21 de Janeiro de 1964. Deste casamento nasceu um filho, Pedro Paulo Biscaia de Azeredo Perdigão.[2][4][9]